# Deutsche Leichtathletik-Meisterschaften 1978
Die 78. Deutschen Leichtathletik-Meisterschaften wurden vom 11. bis 13. August 1978 in Köln im Müngersdorfer Stadion ausgetragen.

## Ausgelagerte Disziplinen
Wie in den Jahren zuvor wurden weitere Meisterschaftstitel an verschiedenen anderen Orten vergeben, in der folgenden Auflistung in chronologischer Reihenfolge benannt.
- Crossläufe – Goldbach, 4. März mit Einzel- / Mannschaftswertungen für Frauen und Männer auf jeweils zwei Streckenlängen (Mittel- / Langstrecke)
- 25-km-Straßenlauf – Frankenberg an der Eder, 16. April mit Einzelwertungen für Frauen und Männer sowie einer Mannschaftswertung für Männer
- 10.000 m (Männer) sowie 3000 m und 400 m Hürden (Frauen) – Berlin, 28. Mai
- Mehrkämpfe (Frauen: Fünfkampf) / (Männer: Zehnkampf) – Bernhausen, 29./30. Juli mit Einzel- und Mannschaftswertungen
- Langstaffeln, Frauen: 3 × 800 m / Männer: 4 × 800 m und 4 × 1500 m – Lage, 16. September
- Marathonlauf – Steinwiesen, 23. September mit Einzel- / Mannschaftswertungen für Frauen und Männer[2]
- 50-km-Gehen (Männer) – Eschborn, 1. Oktober mit Einzel- und Mannschaftswertung

## Rekorde
Es wurden ein Europarekord (ER), zwei gesamtdeutsche Rekorde (DR), drei bundesdeutsche Rekorde (BR) sowie drei bundesdeutsche Rekorde für Vereinsstaffeln (BRV) egalisiert oder neu aufgestellt.
- Europarekord:
  - Zehnkampf (1965er Wertung): 8498 P (1985er Wertung: 8493 P) – Guido Kratschmer (USC Mainz)
- Deutsche Rekorde:
  - 25-km-Straßenlauf: 1:13:56 h – Karl Fleschen (TSV Bayer 04 Leverkusen)
  - 400-Meter-Hürdenlauf: 48,43 s – Harald Schmid (TV Gelnhausen)
- Bundesdeutsche Rekorde:
  - 400-Meter-Hürdenlauf: 55,84 s – Silvia Hollmann (OSC Thier Dortmund)
  - Hochsprung: 1,95 m (Egalisierung) – Brigitte Holzapfel (TuS 04 Leverkusen), Deutsche Meisterin
  - Hochsprung: 1,95 m (Egalisierung) – Ulrike Meyfarth (TuS 04 Leverkusen), Meisterschaftszweite
- Bundesdeutsche Rekorde für Vereinsstaffeln:
  - 4 × 400 m Staffel: 3:04,5 min – TSV Bayer 04 Leverkusen (Joachim Rabstein, Günter Karge, Franz-Peter Hofmeister, Bernd Herrmann)
  - 4 × 1500 m Staffel: 15:09,1 min – USC Mainz (Klaus-Peter Hildenbrand, Michael Karst, Carlo Seck, Thomas Wessinghage)
  - 4 × 400 m Staffel: 3:34,9 min – TuS 04 Leverkusen (Brigitte Koczelnik, Petra Kleinbrahm, Gisela Klein, Elke Decker)

## Doping
Schon damals gab es auch in Westdeutschland umstrittene Dopingdiskussionen – berichtet unter anderem in der Zeitschrift Die Zeit. Der Diskuswerfer Hein-Direck Neu und der Kugelstoßer Hans-Joachim Krug waren vom Deutschen Leichtathletik-Verband wegen Dopings mit Anabolika gesperrt worden. Die betroffenen Sportler ließen ihre Startberechtigung jedoch per einstweiliger Verfügung gerichtlich feststellen. Sehr deutlich wird im Nachhinein vor allem. der Umgang mit dem Thema durch Ärzte und Verantwortliche, das Deckeln und Verschweigen angewendeter Praktiken.

## Medaillengewinner, Männer
Die folgende Übersicht fasst die Medaillengewinner und -gewinnerinnen zusammen. Eine ausführlichere Übersicht mit den jeweils ersten acht in den einzelnen Disziplinen findet sich unter dem Link Deutsche Leichtathletik-Meisterschaften 1978/Resultate.
| Disziplin                                   | Gold                                                                                       | Leistung              | Silber                                                                              | Leistung        | Bronze                                                                            | Leistung        |
| ------------------------------------------- | ------------------------------------------------------------------------------------------ | --------------------- | ----------------------------------------------------------------------------------- | --------------- | --------------------------------------------------------------------------------- | --------------- |
| 100 m (Wind: ±0,0)                          | Werner Zaske (SV Saar 05 Saarbrücken)                                                      | 10,55 s00000          | Werner Bastians (TV Wattenscheid 01)                                                | 10,55 s0        | Bruno Werner (SV Salamander Kornwestheim)                                         | 10,74 s0        |
| 200 m (Wind: −0,1)                          | Franz-Peter Hofmeister (TSV Bayer 04 Leverkusen)                                           | 21,03 s00000          | Harald Schmid (TV Gelnhausen)                                                       | 21,13 s0        | Werner Bastians (TV Wattenscheid 01)                                              | 21,37 s0        |
| 400 m                                       | Franz-Peter Hofmeister (TSV Bayer 04 Leverkusen)                                           | 45,45 s00000          | Bernd Herrmann (TSV Bayer 04 Leverkusen)                                            | 45,60 s0        | Martin Weppler (VfB Stuttgart)                                                    | 45,97 s0        |
| 800 m                                       | Willi Wülbeck (TV Wattenscheid 01)                                                         | 1:46,7 min0000        | Uwe Becker (VfL Wolfsburg)                                                          | 1:46,9 min      | Hans-Peter Ferner (MTV Ingolstadt)                                                | 1:47,0 min      |
| 1500 m                                      | Thomas Wessinghage (USC Mainz)                                                             | 3:41,1 min0000        | Anton Kirschbaum (TV Wattenscheid 01)                                               | 3:42,4 min      | Manfred Nellesen (VfL Merkur Kleve)                                               | 3:42,7 min      |
| 5000 m                                      | Frank Zimmermann (SCC Berlin)                                                              | 13:22,3 min0000       | Karl Fleschen (TSV Bayer 04 Leverkusen)                                             | 13:24,3 min     | Detlef Uhlemann (LG Jägermeist. Bonn-Troisdorf)                                   | 13:27,5 min     |
| 10.000 m                                    | Karl Fleschen (TSV Bayer 04 Leverkusen)                                                    | 28:39,4 min0000       | Frank Zimmermann (SCC Berlin)                                                       | 28:40,2 min     | Hans-Jürgen Orthmann (VfL Wehbach)                                                | 28:43,7 min     |
| 25-km-Straßenlauf                           | Karl Fleschen (TSV Bayer 04 Leverkusen)                                                    | 1:13:57,8 h DR000     | Michael Spöttel (LG Kreis Verden)                                                   | 1:15:46,8 h00   | Reinhard Leibold (LAC Quelle Fürth)                                               | 1:15:55,4 h00   |
| 25-km-Straßenlauf, Mannschaftswertung       | LG Jägermeister Bonn-TroisdorfWinfried Hellwig Jochen Schirmer Gerd Escher                 | 3:52:32,6 h000000     | LAC Quelle FürthReinhard Leibold Hans-Otto Schirmer Anton Gorbunow                  | 3:53:28,2 h00   | Neuköllner SportfreundeIngo Sensburg Horst Wegner Klaus Rathjen                   | 3:53:38,8 h00   |
| Marathon                                    | Reinhard Leibold (LAC Quelle Fürth)                                                        | 2:17:29,2 h000000     | Hans-Werner Pietschmann (TuS Jahn Werdohl)                                          | 2:18:48,5 h00   | Werner Dörrenbächer (SV Saar 05 Saarbrücken)                                      | 2:19:16,9 h00   |
| Marathon, Mannschaftswertung                | LAC Quelle FürthReinhard Leibold Clemens Schneider-Strittmatter Edmundo Warnke             | 7:09:36,7 h000000     | Preussen KrefeldGerd Quack Hanns Kirschke Paul Peeters                              | 7:18:29,8 h00   | LAZ HammJoachim Wollek Heinz Steiger Hans-Walter Kreft                            | 7:20:57,8h00    |
| 110 m Hürden (Wind: +0,4)                   | Guido Kratschmer (USC Mainz)                                                               | 13,90 s00000          | Dieter Gebhard (SV Salamander Kornwestheim)                                         | 13,94 s0        | Wolfgang Muders (TSV Bayer 04 Leverkusen)                                         | 14,28 s0        |
| 400 m Hürden                                | Harald Schmid (TV Gelnhausen)                                                              | 48,43 s DR00          | Thomas Löwe (TSG 1862 Weinheim)                                                     | 50,12 s0        | Axel Salander (LG Wedel-Pinneberg)                                                | 50,48 s0        |
| 3000 m Hindernis                            | Patriz Ilg (TG Hofen)                                                                      | 8:20,9 min0000        | Michael Karst (USC Mainz)                                                           | 8:25,0 min      | Manfred Schoeneberg (OSC Thier Dortmund)                                          | 8:27,8 min      |
| 4 × 100 m Staffel                           | TV Wattenscheid 01 IFriedhelm Heckel Werner Bastians Dieter Steinmann Georg Gath           | 39,88 s00000          | SV Salamander KornwestheimWolfgang Jäger Peter Sassnink Bruno Werner Dieter Gebhard | 40,08 s0        | TV Wattenscheid 01 IIBernd Goldstein Udo Thiel Peter Steimel Holger Schmidt       | 40,41 s0        |
| 4 × 400 m Staffel                           | TSV Bayer 04 LeverkusenJoachim Rabstein Günter Karge Franz-Peter Hofmeister Bernd Herrmann | 3:04,5 min BRV        | TV WattenscheidJörg Klingovszky Peter Steimel Johannes Heling Udo Thiel             | 3:08,9 min      | OSC Thier DortmundHans-Günter Budden Thomas Wilking Hartmut Weber Ulrich Herrmann | 3:09,3 min      |
| 4 × 800 m Staffel                           | TV Wattenscheid 01Günter Korb Anton Kirschbaum Jürgen Lubrecht Willi Wülbeck               | 7:26,5 min0000        | VfL WolfsburgJürgen Stark V. Becker Reiner Burmester Uwe Becker                     | 7:26,8 min      | SV Darmstadt 98Hans Reibold Walter Rentsch Jürgen Lorösch R. Reibold              | 7:32,8 min      |
| 4 × 1500 m Staffel                          | USC MainzKlaus-Peter Hildenbrand Michael Karst Carlo Seck Thomas Wessinghage               | 15: 09,1 min BRV      | TSV Bayer 04 LeverkusenRomolo / Italien Kaddatz Peter Belger Karl Fleschen          | 15:12,1 min     | LAC Quelle FürthAlfred Rupp Hans-Joachim Woigk Christoph Herle Eberhard Helm      | 15:20,2 min     |
| 20-km-Gehen                                 | Alfons Schwarz (LAC Quelle Fürth)                                                          | 1:29:17,3 h000000     | Hans Michalski (Eintracht Frankfurt)                                                | 1:29:50,2 h00   | Gerhard Weidner (TSV Salzgitter)                                                  | 1:31:20,8 h00   |
| 20-km-Gehen, Mannschaftswertung             | LAC Quelle FürthAlfons Schwarz Heinrich Schubert Wolfgang Werner                           | 4:34:35,7 h000000     | TSV SalzgitterGerhard Weidner Karl Degener Hans-Joachim Kloppe                      | 4:46:31,3 h     | Eintracht FrankfurtHans Michalski Hellig Walter Drössler                          | 4:48:13,9 h00   |
| 50-km-Gehen                                 | Hans Binder (Post-SV Mühldorf)                                                             | 3:58:54,1 h000000     | Heinrich Schubert (LAC Quelle Fürth)                                                | 4:01:59,0 h00   | Gerhard Weidner (TSV Salzgitter)                                                  | 4:02:17,0 h00   |
| 50-km-Gehen, Mannschaftswertung             | TSV SalzgitterGerhard Weidner Karl Degener Hans-Joachim Kloppe                             | 12:37:53,7 h000000    | Eintracht FrankfurtHans Michalski Walter Drössler Günther Kowald                    | 12:58:55,7 h00  | Post-SV MühldorfHans Binder Edgar Bessa Martin Unterholzner                       | 13:34:05,1 h00  |
| Hochsprung                                  | Andre Schneider (TV Wattenscheid 01)                                                       | 2,22 m                | Carlo Thränhardt (ASV Köln)                                                         | 2,22 m          | Harald Scherer (LG Hohenfels)                                                     | 2,16 m          |
| Stabhochsprung                              | Günther Lohre (SV Salamander Kornwestheim)                                                 | 5,40 m                | Theo Walpurgis (ASV Köln)                                                           | 5,00 m          | Peter Peinemann (LG Kreis Verden)                                                 | 5,00 m          |
| Weitsprung                                  | Jochen Verschl (VfB Stuttgart)                                                             | 7,82 m                | Winfried Klepsch (TV Wattenscheid 01)                                               | 7,80 m          | Jens Knipphals (VfL Wolfsburg)                                                    | 7,70 m          |
| Dreisprung                                  | Dieter Eckert (LC Mengerskirchen)                                                          | 16,03 m               | Klaus Kübler (LG Rems-Murr)                                                         | 15,99 m         | Wolfram Walther (Eintracht Frankfurt)                                             | 15,61 m         |
| Kugelstoßen                                 | Ralf Reichenbach (LG Süd Berlin)                                                           | 19,92 m               | Ferdinand Schladen (LG Jägermeist. Bonn-Troisdorf)                                  | 19,38 m         | Gerhard Steines (TV Wattenscheid 01)                                              | 19,07 m         |
| Diskuswurf                                  | Thomas Berlep (LG Frankfurt)                                                               | 59,08 m               | Rolf Danneberg (LG Wedel-Pinneberg)                                                 | 58,68 m         | Werner Hartmann (VfL Buchloe)                                                     | 57,44 m         |
| Hammerwurf                                  | Karl-Hans Riehm (TV Wattenscheid 01)                                                       | 78,52 m               | Manfred Hüning (LAZ Rhede)                                                          | 75,06 m         | Klaus Ploghaus (ASC Darmstadt)                                                    | 70,96 m         |
| Speerwurf                                   | Michael Wessing (TV Wattenscheid 01)                                                       | 88,06 m               | Helmut Schreiber (USC Heidelberg)                                                   | 84,40 m         | Klaus Wolfermann (LG Ortenau-Nord)                                                | 78,52 m         |
| Zehnkampf, 1965er W. 2. Zeile: 1985er Wert. | Guido Kratschmer (USC Mainz)                                                               | 8498 P ER (8493 P)000 | Jens Schulze (USC Mainz)                                                            | 7929 P (7858 P) | Rudolf Brumund (USC Mainz)                                                        | 7856 P (7800 P) |
| Zehnkampf, Mannschaftswertung               | USC MainzGuido Kratschmer Jens Schulze Rudolf Brumund                                      | 24.283 P000           | TSV Bayer 04 LeverkusenWolfgang Muders Dieter Leyckes Norbert Hoischen              | 23.221 P        | LAC Quelle FürthHerbert Böck Rudolf Hausner Herbert Peter                         | 22.632 P        |
| Crosslauf Mittelstrecke – 5,2 km            | Günter Zahn (LAC Quelle Fürth)                                                             | 16:10,5 min0000       | Wolf-Dieter Poschmann (TV Wattenscheid 01)                                          | 16:16,6 min     | Reinhard Leibold (LAC Quelle Fürth)                                               | 16:18,8 min     |
| Crosslauf Mittelstrecke, Mannschaftswertung | LAC Quelle FürthGünter Zahn Reinhard Leibold Peter Weigt                                   | Pl.-Ziff. 11          | TSV Bayer 04 LeverkusenPeter Belger Harald Hudak Kuhn                               | Pl.-Ziff. 29    | TV Wattenscheid 01Wolf-Dieter Poschmann Hans-Dieter Schulten Mohsen               | Pl.-Ziff. 38    |
| Crosslauf Langstrecke – 12,0 km             | Edmundo Warnke (LAC Quelle Fürth)                                                          | 38:30,1 min0000       | Hans-Jürgen Orthmann (VfL Wehbach)                                                  | 38:54,8 min     | Detlef Uhlemann (LG Jägermeist. Bonn-Troisdorf)                                   | 39:11,0 min     |
| Crosslauf Langstrecke, Mannschaftswertung   | LG Jägermeister Bonn-TroisdorfDetlef Uhlemann Gerhard Escher Valdur Koha                   | Pl.-Ziff. 19          | LAC Quelle FürthEdmundo Warnke Christoph Herle Clemens Schneider-Strittmatter       | Pl.-Ziff. 36    | LG Lage-DetmoldDirk Sander Mühlemeier Norbert Bollweg                             | Pl.-Ziff. 79    |

## Medaillengewinnerinnen, Frauen
| Disziplin                                   | Gold                                                                                           | Leistung          | Silber                                                                     | Leistung         | Bronze                                                                                  | Leistung                   |
| ------------------------------------------- | ---------------------------------------------------------------------------------------------- | ----------------- | -------------------------------------------------------------------------- | ---------------- | --------------------------------------------------------------------------------------- | -------------------------- |
| 100 m (Wind: ±0,0)                          | Birgit Wilkes (VfL Wolfsburg)                                                                  | 11,65 s00000      | Elvira Possekel (TSV Bayer 04 Leverkusen)                                  | 11,72 s0         | Dagmar Schenten (LG Frankfurt)                                                          | 11,79 s0                   |
| 200 m (Wind: −0,597)                        | Annegret Richter, geb. Irrgang (OSC Thier Dortmund)                                            | 23,10 s00000      | Claudia Steger (TSV Göggingen)                                             | 23,76 s0         | Birgit Vöcking (ASV Köln)                                                               | 23,92 s0                   |
| 400 m                                       | Gaby Bußmann (ASV Köln)                                                                        | 51,74 s00000      | Elke Decker (TuS 04 Leverkusen)                                            | 52,42 s0         | Silvia Hollmann (OSC Thier Dortmund)                                                    | 52,45 s0                   |
| 800 m                                       | Elisabeth Schacht (OSC Thier Dortmund)                                                         | 2:02,4 min0000    | Brigitte Kraus (ASV Köln)                                                  | 2:02,5 min       | Margrit Klinger (TV Obersuhl)                                                           | 2:02,6 min                 |
| 1500 m                                      | Brigitte Kraus (ASV Köln)                                                                      | 4:09,4 min0000    | Birgit Friedmann (Eintracht Frankfurt)                                     | 4:12,8 min       | Charlotte Teske geb. Bernhard (ASC Darmstadt)                                           | 4:15,6 min                 |
| 3000 m                                      | Birgit Friedmann (Eintracht Frankfurt)                                                         | 9:02,9 min0000    | Monika Greschner (ASV Köln)                                                | 9:15,5 min       | Elvira Hofmann (TV Bad Mergentheim)                                                     | 9:16,6: min                |
| 25-km-Straßenlauf                           | Christa Vahlensieck geb. Kofferschläger (Barmer TV Wuppertal)                                  | 1:29:23 h00000000 | Charlotte Teske geb. Bernhard (ASC Darmstadt)                              | 1:31:17,8 h00    | Liane Winter (VfL Wolfsburg)                                                            | 1:33:14,0 h00              |
| Marathon                                    | Christa Vahlensieck geb. Kofferschläger (Barmer TV Wuppertal)                                  | 2:28:32,8 h000000 | Liane Winter (VfL Wolfsburg)                                               | 2:50:04,9 h00    | Gisela Schneider (TuS Iserlohn)                                                         | 2:53:19,8 h00              |
| Marathon, Mannschaftswertung – inoffiziell  | TuS IserlohnGisela Schneider Gertrud Lorenz Erika Pullack                                      | 9:49:23 h00000000 | nur 1 Mannschaft                                                           | nur 1 Mannschaft | in der Wertung                                                                          | in der Wertung             |
| 100 m Hürden (Wind: ±0,0)                   | Silvia Kempin geb. Käwel (TuS 04 Leverkusen)                                                   | 13,34 s00000      | Edith Oker (VfB Stuttgart)                                                 | 13,41 s0         | Leonore Leidel (TSV Bayer 04 Leverkusen)                                                | 13,59 s0                   |
| 400 m Hürden                                | Silvia Hollmann (OSC Thier Dortmund)                                                           | 55,84 s BR00      | Erika Weinstein geb. Götz (TSV Bayer 04 Leverkusen)                        | 56,60 s0         | Regina Westedt (VfL Wolfsburg)                                                          | 59,32 s0                   |
| 4 × 100 m Staffel                           | OSC Thier DortmundSabine Klösters Silvia Hollmann Ina Wallburg Annegret Richter geb. Irrgang   | 44,33 s00000      | VfL WolfsburgChrista Feeder Silke Rasch Birgit Wilkes Regina Westedt       | 44,39 s0         | TuS 04 LeverkusenElke Decker Rita Meurer Silvia Kempin geb. Käwel Rita Wilden geb. Jahn | 44,97 s0                   |
| 4 × 400 m Staffel                           | TuS 04 LeverkusenBrigitte Koczelnik Petra Kleinbrahm Gisela Klein geb. Ellenberger Elke Decker | 3:34,9 min BRV    | LG OstsaarSusanne Anlauf Margit Weller Karin Schneider Margarete Schöndorf | 3:35,3 min       | LAV Hamburg NordPetra Thiessel Karin Pesselhoy Dammann Hansen                           | 3:43,3 min                 |
| 3 × 800 m Staffel                           | TuS 04 LeverkusenBrigitte Koczelnik Gisela Klein geb. Ellenberger Petra Kleinbrahm             | 6:20,0 min0000    | ASV KölnVera Steiert Sabine Weiß Brigitte Kraus                            | 6:21,2 min       | LG USC FreiburgLöwenberg Beate Gutwein Jutta Klaus                                      | 6:36,8 min                 |
| Hochsprung                                  | Brigitte Holzapfel (TuS 04 Leverkusen)                                                         | 1,95 m BRe        | Ulrike Meyfarth (TuS 04 Leverkusen)                                        | 1,95 m BRe       | Annette Harnack (TV Sontra)                                                             | 1,86 m                     |
| Weitsprung                                  | Karin Hänel (ASV Köln)                                                                         | 6,47 m0000        | Birgit Wilkes (VfL Wolfsburg)                                              | 6,35 m           | Cilly Lemkamp (LAZ bellanett Rhede)                                                     | 6,21 m                     |
| Kugelstoßen                                 | Eva Wilms (LAC Quelle Fürth)                                                                   | 19,62 m0000       | Marion Gröger (TuS 04 Leverkusen)                                          | 16,19 m          | Jutta Weide (LG Baden-Baden)                                                            | 15,47 m                    |
| Diskuswurf                                  | Ingra Manecke (LAC Quelle Fürth)                                                               | 57,96 m0000       | Eva Wilms (LAC Quelle Fürth)                                               | 54,14 m          | Cornelia Sulek (LG Lech-Ammersee)                                                       | 53,88 m                    |
| Speerwurf                                   | Eva Helmschmidt (LG Kappelberg)                                                                | 58,96 m0000       | Ingrid Thyssen (ASV Köln)                                                  | 57,62 m          | Beate Peters (OSC Thier Dortmund)                                                       | 55,78 m                    |
| Fünfkampf, 1977er W. 2. Zeile: 1981er Wert. | Astrid Fredebold (LG Frankfurt)                                                                | 4231 P (4200 P)   | Liesel Albert geb. Krauhs (TV 1895 Elm)                                    | 4156 P (4094 P)  | Anette Horst (DJK Aschaffenburg)                                                        | 4114 P (4038 P)            |
| Fünfkampf, Mannschaftswertung               | LAV co op DortmundUta Walter Elke Walter Bärbel Holtmeier                                      | 11.187 P          | TSV 1880 WasserburgIrmi Niederlechner Christa Höcketstaller Merit Holzheu  | 10.203 P         | nur 2 Teams in der Wertung                                                              | nur 2 Teams in der Wertung |
| Crosslauf Mittelstrecke – 3,2 km            | Monika Greschner (ASV Köln)                                                                    | 11:29,3 min0000   | Maria Mödl (MTV Ingolstadt)                                                | 11:58,0 min      | Brigitte Kraus (ASV Köln)                                                               | 12:01,6 min                |
| Crosslauf Mittelstrecke, Mannschaftswertung | ASV KölnMonika Greschner Brigitte Kraus Sabine Weiß                                            | Pl.-Ziff. 10      | Bielefelder TG IMathilde Heuing Gerlinde Püttmann Brettmeier               | Pl.-Ziff. 27     | Bielefelder TG IIIngrid Czechanowski Steffi Böker Marlies Büscher                       | Pl.-Ziff. 63               |
| Crosslauf Langstrecke – 5,2 km              | Christa Vahlensieck geb. Kofferschläger (Barmer TV Wuppertal)                                  | 19:40,9 min0000   | Ulrike Kullmann (TV Mettmann)                                              | 19:44,5 min      | Renate Kieninger (LG Offenburg)                                                         | 19:51,1 min                |
| Crosslauf Langstrecke, Mannschaftswertung   | LG Jägermeister Bonn-TroisdorfHeide Brenner Päivi Roppo / Finnland Ulrike Heinz                | Pl.-Ziff. 16      | Barmer TV 1846 WuppertalChrista Vahlensieck Eva Oppermann Marita Vestweber | Pl.-Ziff. 22     | ASC DarmstadtBarbara Will Steiner Döge                                                  | Pl.-Ziff. 36               |

## Videolink
- 5000-m- und 10.000-m-Finale Männer aus den TV-Übertragungen vom 13. August bzw. 28. Mai 1978 auf YouTube, abgerufen am 11. April 2021